# Ciocănitoarea rusească
Ciocănitoarea rusească (în engleză The Russian Woodpecker) este un film documentar din 2015, scris, produs și regizat de Chad Gracia, care urmărește ancheta lui Fedor Alexandrovici asupra dezastrului de la Cernobîl. Este debutul regizoral al lui Gracia. Filmul a avut premiera în competiția „World Cinema Documentary” de la Festivalul de Film Sundance din 2015, pe 24 ianuarie 2015 și a câștigat Marele Premiu al Juriului pentru World Cinema Documentary la festival, precum și alte premii.

## Rezumat
Filmul se concentrează pe cercetările lui Fedor Alexandrovici asupra cauzei dezastrului nuclear de la Cernobîl din Ucraina și a potențialei sale legături cu o structură sovietică din epoca Războiului Rece, antena radio de la Duga. Ancheta sa a fost întreruptă și afectată de revolta Euromaidan din 2014, care a dus în cele din urmă la înlăturarea președintelui Viktor Ianukovici.

## Producție
În timpul producției filmului, directorul de imagine Artem Ryzhykov a fost rănit de focurile unui lunetist la Euromaidan, iar echipamentul său a fost distrus. Două persoane care stăteau lângă el au fost ucise.

## Promovare
Un fragment din film a fost lansat online pe 20 ianuarie 2015 pentru a îl promova.

## Recepție

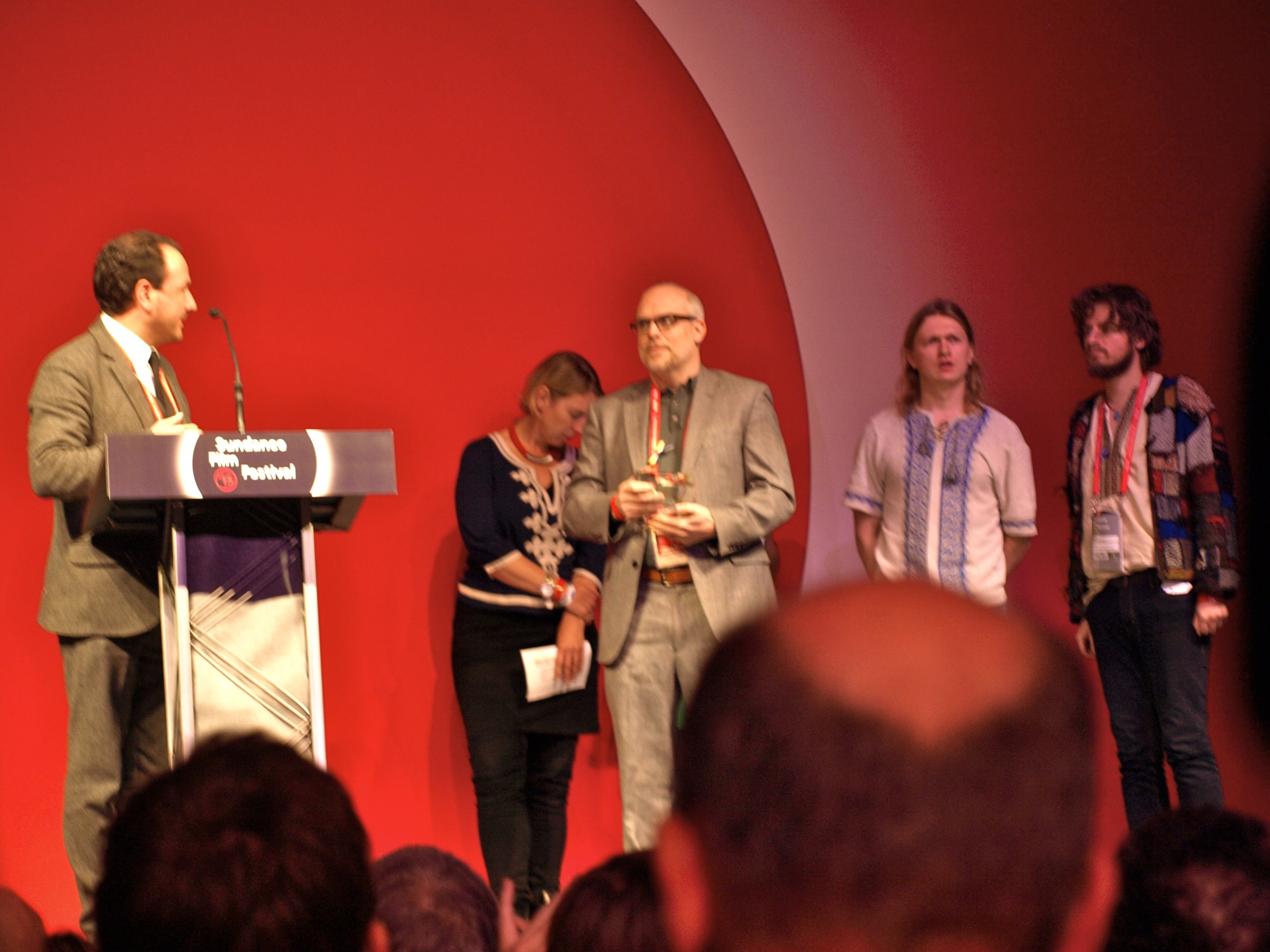
(De la stânga la dreapta) Producătorul Mike Lerner, regizorul Chad Gracia, directorul de imagine Artem Ryzhykov și FedorAlexandrovici la Festivalul de Film Sundance din 2015.

Ciocănitoarea rusească a fost bine primită de majoritatea criticilor. Pe agregatorul de recenzii Rotten Tomatoes, filmul are o notă de 96% pe baza a 23 de recenzii, cu un scor mediu ponderat de 8,1/10. Pe Metacritic, filmul are un scor de 74% bazat pe 8 critici, indicând „recenzii în general favorabile”.
Charlie Phillips de la The Guardian a acordat filmului patru stele din cinci, afirmând că „Gracia reușește în mod strălucit să transmită un avertisment înfiorător despre unde s-ar putea duce Putin și fantomele sale, dându-i lui Fedor licență deplină să se comporte ca profetul biblic”, deoarece „fanteziile sale se ciocneau cu o politică reală și periculoasă”. Dennis Harvey de la Variety a acordat, de asemenea, filmului o recenzie pozitivă, spunând că este „surprinzător de inventiv, chiar plin de viață în prezentarea mai multor probleme care cu greu ar putea fi mai sobre”. Drew Taylor de la IndieWire a acordat filmului nota „A” și în recenzia sa a spus că „[aceasta] este povestea a două țări care s-ar putea să se fi divizat, dar care sunt încă legate prin politica, exporturile și fantomele care încă rătăcesc pe teritoriile contaminate atât ale Cernobîlului... cât și ale Ciocănitorii Rusești”. Daniel Walber de la Nonfics a acordat și el filmului o recenzie pozitivă, rezumându-l ca fiind „în primul rând un documentar palpitant despre teoriile conspirației despre Fedor Alexandrovici și căutarea sa pentru adevărul din spatele dezastrului nuclear de la Cernobîl”. Leslie Felperin de la The Hollywood Reporter, lăudând filmul, a spus că „având în vedere că narațiunea filmului cuprinde moartea a mii de oameni în diferite momente ale istoriei Ucrainei și, cel mai recent, a sutelor în conflictul recent [...] Gracia găsește umorul în multe dintre situații și are un simț slav specific absurdului. Animația vibrantă și obiectivul fish-eye sunt frecvent folosite pentru a crea un sentiment stilizat de jucăușenie care nu face decât să sporească numeroasele calități convingătoare ale filmului.”
Prin contrast, în recenzia sa notată cu „C+” pentru The AV Club, Mike D'Angelo nu a fost impresionat de teza centrală a filmului, descriind teoria conspirației lui Alexandrovici ca fiind „din punct de vedere al plauzibilității, aproximativ la egalitate cu «George W. Bush a permis ca 3.000 de americani să fie uciși de Al-Qaeda... astfel încât să poată justifica invadarea Irakului».” D'Angelo este, de asemenea, sceptic cu privire la includerea protestelor de la Euromaidan în film, remarcând ironic că „este aproape ca și cum Alexandrovici și regizorul Chad Gracia ar folosi acest conflict din lumea reală pentru a distrage atenția spectatorilor de la lipsa dovezilor concrete, în același mod în care Alexandrovici susține că dezastrul de la Cernobîl a fost conceput ca o diversiune.” În mod similar, Jeremy Mathews, în recenzia sa pentru revista Paste, scrie: „Pe măsură ce cineaștii încearcă să lege firele dezastrului de la Cernobîl, paranoia războiului rece și conflictul modern dintre Rusia și Ucraina, nodurile [documentarului] încep să se alunece.” Mathews subliniază, de asemenea, o contradicție fundamentală în narațiunea cineaștilor, afirmând: „Când misterul tău se termină cu «acest tip a acționat necinstit pentru a submina voința guvernului», nu rezultă logic că «guvernul pe care l-a subminat este cauza principală».” Istoricul Serhii Plokhy, care a scris cartea de investigație Cernobîl: Istoria unei tragedii, citează filmul ca un „exemplu al ușurinței cu care conspirația viciază o dezbatere semnificativă despre Cernobîl”.

## Premii
| Lista de distincții                                                | Lista de distincții                                                   | Lista de distincții | Lista de distincții |
| Premiu / Festival de Film                                          | Categorie                                                             | Destinatar(i) | Rezultat            |
| ------------------------------------------------------------------ | --------------------------------------------------------------------- | --- | ------------------- |
| Al 31-lea Festival de Film de la Sundance                          | Marele Premiu al Juriului (Documentar despre cinematografia mondială) | style="background: #99FF99; color: black; vertical-align: middle; text-align: center; " class="yes table-yes2"\|Câștigat |                     |
| A 31-a ediție a Premiilor Asociației Internaționale de Documentare | Won (Cea mai bună imagine)                                            | style="background: #99FF99; color: black; vertical-align: middle; text-align: center; " class="yes table-yes2"\|Câștigat |                     |
| Festivalul de film biografic 2015                                  | Premiul Povești de viață                                              | style="background: #99FF99; color: black; vertical-align: middle; text-align: center; " class="yes table-yes2"\|Câștigat |                     |
| Festivalul de film biografic 2015                                  | Premiul HERA „Noi Talente”                                            | style="background: #99FF99; color: black; vertical-align: middle; text-align: center; " class="yes table-yes2"\|Câștigat |                     |